# Корнинська селищна рада
Ко́рнинська се́лищна ра́да (до 1938 року — Корнинська сільська рада) — орган місцевого самоврядування в Корнинська селищна територіальна громада Житомирської області з розміщенням в селищі міського типу Корнин.

## Склад ради

### VIII скликання
Рада складається з 22 депутатів та голови.
25 жовтня 2020 року, на чергових місцевих виборах, було обрано 21 депутата ради, з них (за суб'єктами висування): самовисування та Всеукраїнське об'єднання «Батьківщина» — по 9, «Наш край» — 2 та «Слуга народу» — 1.
Головою громади обрали позапартійного самовисуванця Анатолія Мізерного, чинного Корнинського селищного голову.
22 листопада 2020 року, повторним голосуванням, останнього, 22-го депутата ради — ним став представник «Слуги народу».

### Перший склад ради громади (2016р.)
Рада складається з 22 депутатів та голови.
Перші вибори депутатів ради та голови громади відбулись 27 березня 2016 року. Було обрано 22 депутати ради, з них (за суб'єктами висування): 12 — самовисування та 10 — Всеукраїнське об'єднання «Батьківщина».
Головою громади обрали позапартійного самовисуванця Анатолія Мізерного, тодішнього Корнинського селищного голову.

### VI скликання
За результатами місцевих виборів 2010 року депутатами ради стали:

#### За суб'єктами висування
| Суб'єкт висування                                       | Кількість обраних депутатів | %  |
| ------------------------------------------------------- | --------------------------- | -- |
| Самовисування                                           | 12                          | 60 |
| Політична партія Всеукраїнське об'єднання «Батьківщина» | 6                           | 30 |
| Політична партія «Сильна Україна»                       | 2                           | 10 |

#### За округами
| № округу                                                | Прізвище, ім'я, по батькові        | Дата визнання обраним | Освіта             | Партійна приналежність                        | Відомості про обраного депутата           |
| ------------------------------------------------------- | ---------------------------------- | --------------------- | ------------------ | --------------------------------------------- | ----------------------------------------- |
| Політична партія Всеукраїнське об'єднання «Батьківщина» |                                    |                       |                    |                                               |                                           |
| 1                                                       | Федоренко Ольга Леонідівна         | 01.11.2010            | середня            | член Всеукраїнського об'єднання «Батьківщина» | Магазин «Берізка», продавець              |
| 3                                                       | Патратій Володимир Сергійович      | 01.11.2010            | середня спеціальна | позапартійний                                 | приватний підприємець                     |
| 6                                                       | Боярчук Олександр Миколайович      | 01.11.2010            | вища               | позапартійний                                 | тимчасово не працює                       |
| 7                                                       | Бойко Тетяна Борисівна             | 01.11.2010            | середня спеціальна | член Всеукраїнського об'єднання «Батьківщина» | тимчасово не працює                       |
| 13                                                      | Шельвашенко Вячеслав Олександрович | 01.11.2010            | вища               | позапартійний                                 | ДАІ смт Брусилів, начальник               |
| 14                                                      | Бойко Марія Вікторівна             | 01.11.2010            | середня спеціальна | член Всеукраїнського об'єднання «Батьківщина» | Корнинська лікарня, медична сестра        |
| Політична партія «Сильна Україна»                       |                                    |                       |                    |                                               |                                           |
| 15                                                      | Бойко Валентина Миколаївна         | 01.11.2010            | середня спеціальна | член Політичної партії «Сильна Україна»       | Корнинська загальноосвітня школа, завгосп |
| 16                                                      | Трубій Ольга Зіновіївна            | 01.11.2010            | середня спеціальна | член Політичної партії «Сильна Україна»       | Споживче товариство «Корнинське», голова  |
| Самовисування                                           |                                    |                       |                    |                                               |                                           |
| 2                                                       | Корінчевська Олена Олександрівна   | 01.11.2010            | середня спеціальна | член Партії регіонів                          | Корнинська лікарня, медична сестра        |
| 4                                                       | Глива Дмитро Миколайович           | 01.11.2010            | середня            | позапартійний                                 | Попільнянський РЕМ, контролер             |
| 5                                                       | Дяченко Василь Федорович           | 01.11.2010            | вища               | позапартійний                                 | Корнинська лікарня, головний лікар        |
| 8                                                       | Фісунов Олександр Іванович         | 01.11.2010            | середня спеціальна | позапартійний                                 | приватний підприємець                     |
| 9                                                       | Павлюк Леся Василівна              | 01.11.2010            | вища               | позапартійна                                  | Корнинська лікарня, зубний лікар          |
| 10                                                      | Шевчук Анатолій Павлович           | 01.11.2010            | вища               | позапартійний                                 | пенсіонер                                 |
| 11                                                      | Кравченко Лариса Павлівна          | 01.11.2010            | середня спеціальна | член Партії регіонів                          | Корнинська загальноосвітня школа, вчитель |
| 12                                                      | Яцюк Світлана Анатоліївна          | 01.11.2010            | вища               | позапартійна                                  | тимчасово не працює                       |
| 17                                                      | Кравченко Сергій Васильович        | 01.11.2010            | вища               | позапартійний                                 | Корнинська селищна рада, землевпорядник   |
| 18                                                      | Гончарук Лідія Григорівна          | 01.11.2010            | середня спеціальна | позапартійна                                  | Корнинська селищна рада, секретар         |
| 19                                                      | Мельник Дмитро Вікторович          | 01.11.2010            | вища               | позапартійний                                 | ТОВ"БСЛ", електромонтер                   |
| 20                                                      | Руба Віктор Кирилович              | 01.11.2010            | середня спеціальна | позапартійний                                 | Корнинське лісництво, майстер лісу        |

### Керівний склад попередніх скликань
| Прізвище, ім'я, по батькові   | Основні відомості                                                              | Суб'єкт висування | Дата обрання | Дата звільнення |
| ----------------------------- | ------------------------------------------------------------------------------ | ----------------- | ------------ | --------------- |
| Рубіс Леонід Олегович         | Селищний голова, 1961 року народження, освіта середня спеціальна, безпартійний |                   | 26.03.2006   | 31.10.2010      |
| Рубіс Леонід Олегович         | Селищний голова, 1961 року народження, освіта середня спеціальна, безпартійний |                   | 31.10.2010   | 11.12.2011      |
| Мізерний Анатолій Миколайович | Селищний голова, 1949 року народження, освіта вища, безпартійний               |                   | 11.12.2011   | 25.10.2015      |
| Мізерний Анатолій Миколайович | Селищний голова, 1949 року народження, освіта вища, безпартійний               | самовисування     | 25.10.2015   | 27.03.2016      |
| Мізерний Анатолій Миколайович | Селищний голова, 1949 року народження, освіта вища, безпартійний               | самовисування     | 27.03.2016   | 25.10.2020      |
| Мізерний Анатолій Миколайович | Селищний голова, 1949 року народження, освіта вища, безпартійний               | самовисування     | 25.10.2020   |                 |

Примітка: таблиця складена за даними сайту Верховної Ради України

## Історія
Раду було утворено 1923 року, як сільську, в складі містечка Корнин та с. Личе-Раківка Корнинської волості Сквирського повіту Київської губернії. 20 жовтня 1938 року раду було реорганізовано до рівня селищної, с. Личе-Раківку виведено зі складу ради.
Станом на 1 вересня 1946 року селищна рада входила до складу Корнинського району Житомирської області, на обліку в раді перебували смт Корнин, селище зал. станції Криве та х. Радгоспний.
16 вересня 1960 року взято на облік сел. Радгоспне. 22 березня 1968 року до складу ради включене с. Королівка Турбівської сільської ради.
Станом на 1 січня 1972 року селищна рада входила до складу Попільнянського району Житомирської області, на обліку в раді перебували смт Корнин, с. Королівка та сел. Радгоспне.
До 20 квітня 2016 року — адміністративно-територіальна одиниця в Попільнянському районі Житомирської області з підпорядкуванням смт Корнин, с. Королівка та c-ще Радгоспне.
Входила до складу Корнинського (7.03.1923 р., 17.02.1935 р.) та Попільнянського (5.02.1931 р., 28.11.1957 р.) районів.

### Населення
Відповідно до результатів перепису населення СРСР, кількість населення ради, станом на 12 січня 1989 року, становила 4 893 особи.
Станом на 5 грудня 2001 року, відповідно до перепису населення України, кількість мешканців селищної ради становила 4 295 осіб.